# Janics János
Janics János (Csejte, 1710. november 1. – Ürmény, 1780. június 26.) teológiai doktor, római katolikus plébános.

## Élete
1749. október 18-án a Jézus-társaságába lépett; több helyen tanult és tanított a grammatikai osztályokban és a humaniórákban; 1758-ban a retorikát Szakolcán. 1759-ben I. éves teológus, 1773-ban a budai egyetemen a bölcselet, zsidó nyelv és matematika tanára volt. A rend feloszlatása után szekszárdi káplán volt három hónapig, azután részben plébános bátyjánál, részben Pozsonyban tartózkodott. 1776. augusztus 3-án plébános lett, Ürményben, ahol 1780. június 26-án meghalt.

## Munkái
- Assertoines logicae, matephisicae et mathematicae ... Tyrnaviae, 1770
- A Jesus Kristus istenségét és a mi hitünk dicsőségét és vigasztalását elő-tévő beszéd avagy prédikáczió a melyet az esztergomi fő-érsekségből való egy némely pap először summásan tett Érsek-ujvárban, midőn ottan az Úr menybe menetele emlékezetére felszentelt városi templomban esztendőnként szokott ahétatosság tartatnék; most pedig az olvasóknak buzgóságok felgerjedésére bővebben kibocsáttatott. Pozsony, 1776